# Attilio Biseo
Attilio Biseo (Roma, 14 ottobre 1901 – Roma, 7 luglio 1966) è stato un aviatore e generale italiano, noto soprattutto per le trasvolate compiute a bordo di velivoli Savoia-Marchetti S.79 Sparviero insieme con un altro aviatore, il figlio del Duce, Bruno Mussolini. Durante la seconda guerra mondiale fu comandante della 9ª Brigata Aerea Leone (oggi 9ª Brigata aerea ISTAR-EW) ed ideatore dell'Operazione S.

## Biografia
Nacque a Roma il 14 ottobre 1901, figlio di Vittorio e di Adelia Tommasini, e si arruolò nella Regia Marina prestando servizio imbarcato sui sommergibili come guardiamarina. Il 5 settembre 1923 transitò nella neocostituita Regia Aeronautica per essere inviato successivamente alla Scuola di volo di Varese. Nel 1924 si brevettò pilota di idrovolanti, prestando inizialmente servizio presso la 141ª Squadriglia idrovolanti da ricognizione di base a La Spezia. Dopo una breve permanenza presso il 25º Stormo idrovolanti, nel gennaio 1925 fu trasferito presso la Scuola di Osservazione Aerea. Prese parte alla Crociera aerea del Mediterraneo occidentale e poi a quella del Mediterraneo orientale. Nel 1927 sposò la signorina Elena Fraschetti da cui ebbe 4 figli: Stefania che vive sulle colline della toscana, Maurizio, Marcella e la più piccola Luciana che risiede in Costa Rica. Il 25 settembre 1929 fu nominato Aiutante di volo del Sottocapo di Stato maggiore della Regia Aeronautica, generale Giuseppe Valle, ma diviene anche pilota di fiducia del capo del governo, Benito Mussolini. Promosso capitano nel 1930, partecipò alla Crociera aerea transatlantica Italia-Brasile (svoltasi tra il 17 dicembre 1930 e il 15 gennaio 1931) come secondo pilota dell'idrovolante Savoia-Marchetti S.55 I-VALL. In seguito prese parte, come primo pilota dell'S.55 I-BISE, alla Crociera aerea del Decennale ottenendo la promozione al grado di maggiore per meriti straordinari. 
Grande appassionato di motonautica, nel 1932 e nel 1934 si aggiudicò la classica Pavia-Venezia a bordo di un idroscivolante SIAI dotato di motore Fiat e poi Farina. Sempre nel 1932 si aggiudicò la Coppa Montelera disputatasi tra Pontelagoscuro e Volta Grimana su un percorso di 58,747 km.
Nel corso del 1935 assunse il comando del 12º Stormo da Bombardamento Veloce di stanza a Montecelio, e successivamente del nucleo addestramento "Nastro Azzurro". 
Nell'estate dello stesso anno pilotò il prototipo dell'S.79 (I-MAGO) durante la visita effettuata dal Capo di Stato maggiore dell'Aeronautica, generale Valle, in Africa Orientale. Il 5 agosto l'aereo effettuò il percorso Massaua-Roma, con una breve sosta sull'aeroporto del Cairo, in 11 ore e 45', a una velocità media effettiva di 350 km/h.
Il 23 settembre dello stesso anno, ancora a bordo di un aereo militare Savoia Marchetti S.79, decollato da Roma-Urbe, batteva ben sei primati mondiali sul circuito Monte Cavo-Monte Nerone-Orbetello: velocità su 1.000 km con 500 kg di carico, media 390 km/h, velocità su 1.000 km con 1.000 e 2.000 kg di carico, media 390; velocità su 2.000 km con 500 e 1.000 kg di carico media 380 (precedente USA 307,234). Fu virtualmente battuto anche il primato dei 2.000 km senza carico detenuto dalla Germania con 344,310 km/h. Per tale impresa venne decorato con la Medaglia d'oro al valore aeronautico. Nel febbraio 1937 trasferì in Spagna i primi tre bombardieri S.79, provenienti dal 12º Stormo, destinati ad equipaggiare l'Aviazione Legionaria.
Tra il 20 ed il 21 agosto 1937 prese parte alla corsa Istres-Damasco-Parigi a bordo dell'S.79CS Sparviero (I-BIMU) appartenente alla 205ª Squadriglia da Bombardamento. Insieme a Bruno Mussolini si classificò al terzo posto, venendo promosso colonnello e decorato con la Medaglia d'argento al valore aeronautico. 
Nel gennaio 1938 partecipò, ancora insieme a Bruno Mussolini e Antonio Moscatelli, al raid Roma-Dakar-Rio de Janeiro di circa 9.800 km compiuto da tre S.79T Sparviero in poco più di 24 ore. Per tale impresa fu decorato una seconda Medaglia d'oro al valore aeronautico. In quegli anni ebbe una relazione con la signorina Nicoletti Leda, soubrette ed attrice famosa nota con lo pseudonimo di Leda Gloria, che nel 1938 gli diede due figli gemelli, Ilia e Atte.
Nel 1939 entrò con la qualifica di direttore nella nuova società LATI (Linee Aeree Transatlantiche Italiane), dove collaborò alla realizzazione del collegamento aereo Roma-Siviglia-isola del Sale-Recife-Rio de Janeiro, le cui installazioni aeroportuali sull'isola del Sale furono realizzate sotto la supervisione del fratello Giovanni. Il servizio venne inaugurato nel novembre dello stesso anno, ed egli si trasferì temporaneamente in Brasile. Tra il 1939 e il 1941 lavorò per la LATI, in qualità di direttore commerciale, Charles Ponzi, inventore dell'omonimo schema: ottenne il lavoro grazie all'intercessione dello stesso Biseo che era suo cugino. All'entrata in guerra del Regno d'Italia, il 10 giugno 1940, fu rimpatriato per assumere l'incarico di Capo di stato maggiore della 5ª Divisione Aerea "Eolo". Nello stesso anno viene promosso generale di brigata aerea per meriti di guerra, assumendo in seguito il comando del 23º Stormo Bombardamento Terrestre e poi della 9ª Brigata Aerea "Leone" equipaggiata con i nuovi Caproni Ca.313.
Nell'aprile del 1942, durante una riunione segretissima con il Capo di Stato Maggiore Generale, Maresciallo d'Italia Ugo Cavallero, e con l'ingegnere, ed esperto motorista Armando Palanca, lanciò l'idea di effettuare un bombardamento dimostrativo su New York, che diede il via nel novembre dello stesso anno all'Operazione S. Tale azione dimostrativa non venne mai effettuata per il peggioramento della situazione bellica italiana.
L'armistizio dell'8 settembre 1943 lo vide cadere prigioniero dei tedeschi, e successivamente internato in un campo di prigionia in Polonia. Dopo la fine della guerra lasciò l'aeronautica militare per trasferirsi in Cile, dove organizzò la locale aviazione commerciale. Operò anche in Perù, Argentina e Paraguay, rientrando in Italia nel corso del 1960, per assumere l'incarico di direttore di una compagnia aerea privata operante dall'aeroporto di Ciampino. Nel 1962 sposò in seconde nozze la signora Piera Pozzolo che nel 1949 gli aveva dato una figlia, Sandra. Si spense a Roma il 7 luglio 1966.

### Dediche e riconoscimenti
Il portale web dell'Aeronautica Militare ha proposto una pagina, intitolata I grandi aviatori, dove vengono citate le maggiori personalità storiche dell'aviazione italiana, ponendo Biseo tra di esse.
Gli è stata intitolata una via a Guidonia Montecelio.

### Annotazioni
1. ↑  La signora Elena Fraschetti è deceduta nel 1958.
2. ↑  Seguirà sempre la carriera di Valle, rimanendo suo aiutante di volo anche quando quest'ultimo fu nominato Sottosegretario di stato per l'Aeronautica.
3. ↑  L'equipaggio di volo era costituito dal magg. Attilio Biseo, dal cap. Gori Castellani e da tre specialisti.
4. ↑  Equipaggio formato da Biseo, Gori-Castellani, ed Erminio Gadda.
5. ↑  La sigla T sta per Transatlantici.
6. ↑  La velocità media fu poco superiore ai 400 km/h.
7. ↑  Nella veste di direttore delle linee aeree internazionali fu tenace propugnatore del velivolo terrestre, a discapito dell'idrovolante, giungendo a far annullare l'ordine già emesso per sei CANT Z.509 dall'allora Presidente della compagnia aerea Ala Littoria Umberto Klinger.
8. ↑  Oggi 9ª Brigata aerea ISTAR-EW.
9. ↑  Da effettuarsi o con velivolo CANT Z.511 o con il prototipo del quadrimotore Savoia-Marchetti S.M.95.

### Fonti
1. ↑  De Gregori 2003, p. 26.
2. ↑  Le Vie dell'Aria, Roma, 28 settembre 1935.
3. 1 2  Ceva 2010, p. 345.
4. 1 2 3  di Giovanni 2004, p. 219.
5. ↑  Il Giornale italiano, Sidney, NWS, 2 marzo 1938.
6. 1 2   Aprile 1942-Settembre 1943: “Operazione S” - Quando la Regia Aeronautica preparava un'operazione dimostrativa per dimostrare di essere in grado di bombardare gli Stati Uniti (PDF), su eaf51.org. URL consultato il 4 novembre 2009 (archiviato dall'url originale il 6 ottobre 2022).
7. ↑   I grandi aviatori, su aeronautica.difesa.it. URL consultato il 31 maggio 2013.
8. ↑  Bollettino Ufficiale 1942, disp.24, pag.1139 registrato alla Corte dei Conti, addì 25 agosto 1942, registro 5 Aeronautica, foglio n.200.
9. 1 2  Trotta 1978, p.31 , dati tratti da Testo delle motivazioni di concessioni delle Medaglie d'Oro al Valor Aeronautico.
10. ↑  Gazzetta Ufficiale del Regno d’Italia n.86 del 13 aprile 1937, pag.1937.